# المذهب الحيوي

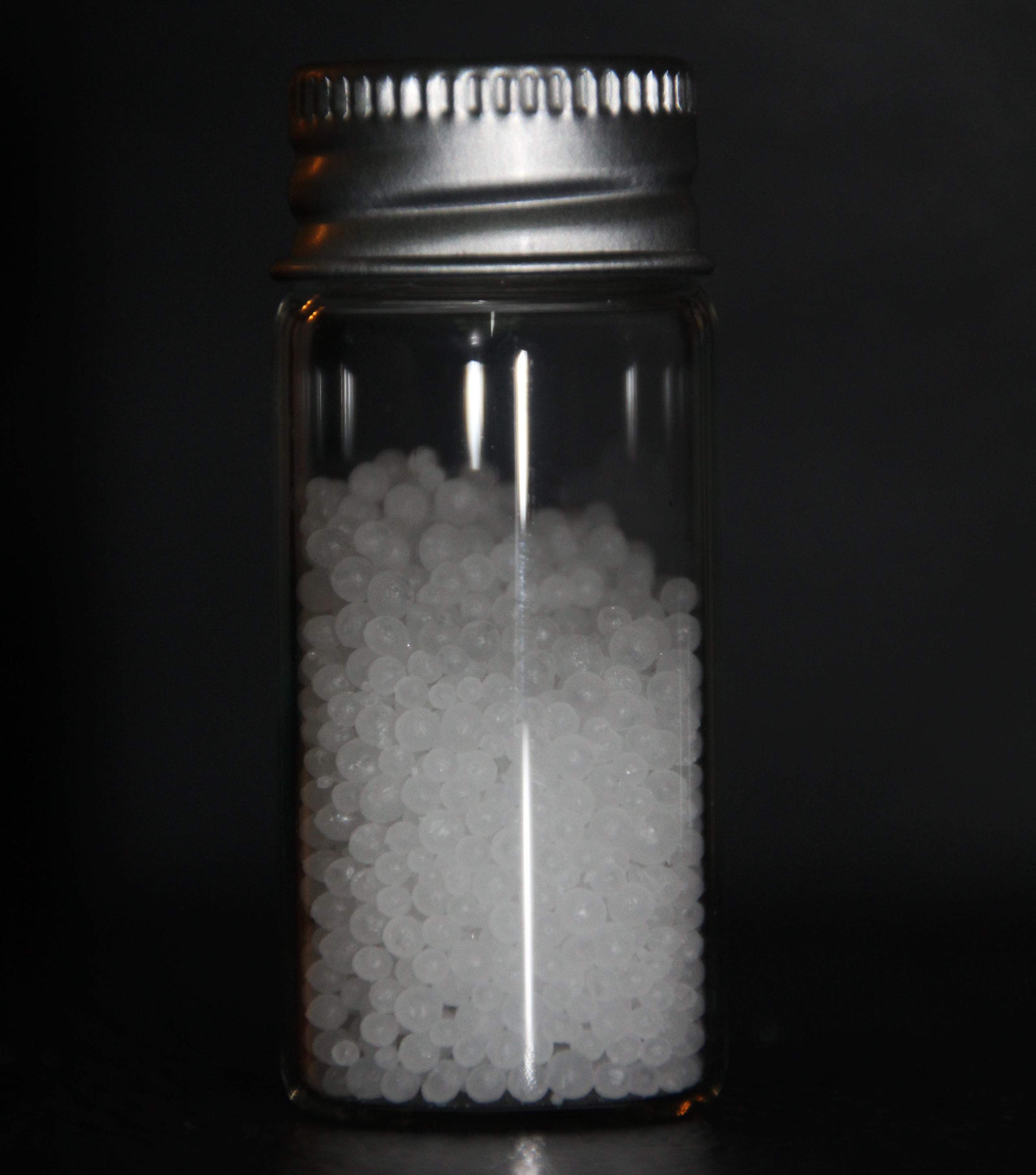
إن تخليق اليوريا (والمواد العضوية الأخرى) من المركبات غير العضوية كانت تدحض فرضية vitalist وهي أن الكائنات الحية فقط يمكن أن تخلق هذه المركبات.

المذهب الحيوي هو الاعتقاد بأن «الكائنات الحية تختلف اختلافًا جوهريًا عن الكيانات غير الحية لأنها تحتوي على بعض العناصر غير المادية أو تكون محكومة بمبادئ مختلفة عن الأشياء الجامدة». يتطلب المذهب الحيوي مبدأً حيويًا، يُشار إلى هذا العنصر غالبًا باسم «الشرارة الحيوية» أو «الطاقة» أو «قوة الخلق»، والتي يساويها البعض بالروح. في القرنين الثامن عشر والتاسع عشر، ناقش علماء الأحياء المذهب الحيوي، وحدث النقاش بين الذين اعتقدوا أن ميكانيكا الفيزياء المعروفة ستفسر في النهاية الفرق بين الكائنات الحية وغير الحية، والذين اعتقدوا أن عمليات الحياة لا يمكن اختزالها إلى عملية ميكانيكية. اقترح بعض علماء الأحياء الحيويين فرضيات قابلة للاختبار تهدف إلى إظهار أوجه قصور التفسيرات الميكانيكية، لكن هذه التجارب فشلت في دعم المذهب الحيوي. يعتبر علماء الأحياء الآن أن المذهب الحيوي بهذا المعنى دُحض من خلال الأدلة التجريبية، وبالتالي يعتبرونه من النظريات المفرطة في العلم.
للمذهب الحيوي تاريخ طويل في الفلسفات الطبية: افترضت العديد من ممارسات العلاج التقليدية أن المرض ينتج عن نقص في توازن القوى الحيوية.

## التاريخ

### العصور القديمة
تعود جذور فكرة أن الوظائف الجسدية ترجع إلى مبدأ حيوي موجود في جميع الكائنات الحية إلى مصر القديمة. في الفلسفة الإغريقية، اقترحت المدرسة الميليسية تفسيرات طبيعية مستنبطة من الفلسفة المادية والآلية. لكن بحلول وقت ظهور لوكريتيوس، استُكملت هذه التفسيرات.

### العصور الوسطى

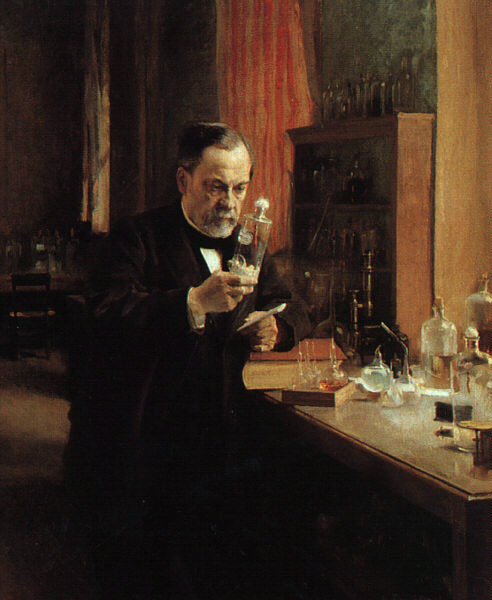
قال لويس باستور أن الحياة هي الشىء الوحيد الذي من شأنه أن يحفز التخمير.

في أوروبا، تأثرت فيزياء العصور الوسطى بفكرة الروح، ما ساعد على تشكيل نظريات الأثير لاحقًا.

### الحقبة الحديثة المبكرة
ضم أصحاب المذهب الحيوي عالم التشريح الإنجليزي فرانسيس غليسون (1597-1677) والطبيب الإيطالي مارتشيلو ملبيغي (1628–1694). يعتبر كاسبار فريدريش وولف (1733-1794) واضع مصطلح التخلق المتوالي في علم الأجنة، أي أنه يشير إلى النقطة التي بدأ فيها وصف التطور الجنيني من حيث تكاثر الخلايا بدلاً من تجسد روح موجودة مسبقًا. مع ذلك، لم تقابل هذه الدرجة من الملاحظة التجريبية فلسفة ميكانيكية: في أطروحته، ثيوريا جينيراشيونيز (1759)، حاول شرح ظهور الكائن الحي من خلال وجود قوة أساسية (قوة تنظيمية تكوينية)، تنص على أن «كل مناصري مصطلح التخلق المتوالي يتبعون المذهب الحيوي». طوّر كارل رايشنباخ (1788–1869) لاحقًا نظرية القوة الأودينية، وهي شكل من أشكال طاقة الحياة التي تتغلغل في الكائنات الحية.

### القرن التاسع عشر
قال يونس ياكوب بيرسيليوس، أحد آباء الكيمياء الحديثة في أوائل القرن التاسع عشر، إنه يجب وجود قوة تنظيمية داخل المادة الحية للحفاظ على وظائفها. توقع الكيميائيون الحيويون أنه لا يمكن اصطناع المواد العضوية من مكونات غير عضوية، لكن فريدرش فولر اصطنع اليوريا من مكونات غير عضوية في عام 1828. ومع ذلك، لا تدعم الروايات المعاصرة الاعتقاد الشائع بأن المذهب الحيوي دُحض عندما اصطنع فولر اليوريا. نشأت أسطورة فولر هذه، كما أطلق عليها المؤرخ بيتر رامبرغ، من تاريخ شعبي للكيمياء نُشر في عام 1931، والذي «تجاهل كل ما ذكره التاريخ عن فولر، معتبرًا إياه صليبي قام بمحاولة بعد محاولة لاصطناع منتج طبيعي من شأنه دحض المذهب الحيوي ورفع ستار الجهل، وفي أحد الأيام، في وقت بعد الظهر، حدثت المعجزة».

## الفلسفة
فكرة أن وظائف الجسم هي نتيجة لمبدأ المذهب الحيوي القائم في جميع المخلوقات الحية التي ترجع جذورها إلى ما لا يقل عن مصر القديمة. في الفلسفة اليونانية، ومدرسة مايليسيان حيث اقترحت التفسيرات الطبيعية استنتاجها من المادية وآلية فلسفية. ومع ذلك، وبحلول الوقت من لوكريتيوس، واستكمل هذا الحساب، (على سبيل المثال، من قبل كلينامين من إبيقور)، ويفترض في الفيزياء والهواء الغاز دور من شعارات. جالينوس يعتقد أن الرئتين تسحب الهواء والغاز من الجو، والذي يبلغه إلى الدم في جميع أنحاء الجسم.